# Craig Johnson (écrivain)
Pour les articles homonymes, voir Craig Johnson (homonymie) et Johnson.
Craig Johnson, né le 12 janvier 1961 à Huntington dans l’État de la Virginie-Occidentale, est un écrivain américain, auteur d'une série de quinze romans policiers consacrés aux enquêtes du shérif Walt Longmire.

## Biographie
Craig Johnson fait des études de littérature classique et obtient un doctorat en art dramatique.
Avant d'être écrivain, il exerce différents métiers : policier à New York, professeur d’université, cow-boy, charpentier, pêcheur professionnel, ainsi que conducteur de camion. Il a aussi ramassé des fraises. Tous ces métiers lui ont permis de financer ses déplacements à travers les États-Unis, notamment dans les États de l'Ouest. Il finit par s'installer dans le Wyoming où il vit actuellement. Toutes ces expériences professionnelles lui ont servi d'inspiration pour écrire ses livres et donner ainsi une certaine crédibilité à ses personnages.
Il est l’auteur d'une série policière ayant pour héros le shérif Walt Longmire. Les aventures du shérif se déroulent dans le comté fictif d'Absaroka, dans le Wyoming, aux Etats-Unis, le long d'une branche des montagnes rocheuses, la Chaîne Absaroka. Par son cadre géographique, la série lorgne vers le genre du western. Elle a été adaptée à la télévision américaine sous le titre Longmire, avec l'acteur australien Robert Taylor dans le rôle-titre.
Craig Johnson est lauréat de nombreux prix littéraires, dont le Tony Hillerman Mystery Short Story Contest. Il est membre de l'association des Mystery Writers of America.
En France, les écrits de Johnson sont publiés par l'éditeur Gallmeister. Plusieurs nouvelles ont été offertes gratuitement en librairie et diffusés sur internet afin de promouvoir l'œuvre de l'auteur.

## Œuvre

### Romans

#### SérieWalt Longmire
1. The Cold Dish (2004) Publié en français sous le titre Little Bird, traduit par Sophie Aslanides, Paris, Gallmeister, coll. « Noire », 2009 ; réédition Paris, Gallmeister, coll. « Totem » no 9, 2011 (ISBN 978-2-35178-509-6) ; réédition Paris, Points, coll. « Points. Policier » no 4226, 2016 (ISBN 978-2-7578-5391-7) ; réédition Paris, Gallmeister, coll. « Totem » no 9, 2022 (ISBN 978-2-35178-846-2)
2. Death Without Company (2006) Publié en français sous le titre Le Camp des morts, traduit par Sophie Aslanides, Paris, Gallmeister, coll. « Noire », 2010 ; réédition Paris, Gallmeister, coll. « Totem » no 16, 2011 (ISBN 978-2-35178-516-4) ; réédition Paris, Points, coll. « Points. Policier » no 4468, 2017
3. Kindness Goes Unpunished (2007) Publié en français sous le titre L'Indien blanc, traduit par Sophie Aslanides, Paris, Gallmeister, coll. « Noire », 2011 ; réédition Paris, Gallmeister, coll. « Totem » no 26, 2012 (ISBN 978-2-35178-526-3)
4. Another Man's Moccasins (2008) Publié en français sous le titre Enfants de poussière, traduit par Sophie Aslanides, Paris, Gallmeister, coll. « Noire », 2012 ; réédition Paris, Gallmeister, coll. « Totem » no 36, 2014 (ISBN 978-2-35178-536-2)
5. The Dark Horse (2009) Publié en français sous le titre Dark Horse, traduit par Sophie Aslanides, Paris, Gallmeister, coll. « Noire », 2013 ; réédition Paris, Gallmeister, coll. « Totem » no 46, 2015 (ISBN 978-2-35178-547-8) ; réédition Paris, Points, coll. « Points. Policier » no 4101, 2015 (ISBN 978-2-75785-327-6)
6. Junkyard Dogs (2010) Publié en français sous le titre Molosses, traduit par Sophie Aslanides, Paris, Gallmeister, coll. « Noire », 2014 ; réédition Paris, Points, coll. « Points. Policier » no 4326, 2016 (ISBN 978-2-7578-5394-8)
7. Hell Is Empty (2011) Publié en français sous le titre Tous les démons sont ici, traduit par Sophie Aslanides, Paris, Gallmeister, coll. « Noire », 2015 ; réédition Paris, Points, coll. « Points. Policier » no 4611, 2017
8. As the Crow Flies (2012) Publié en français sous le titre À vol d'oiseau, traduit par Sophie Aslanides, Paris, Gallmeister, coll. « Noire », 2016 (ISBN 978-2-35178-111-1)
9. A Serpent's Tooth (2013)Publié en français sous le titre La Dent du serpent, traduit par Sophie Aslanides, Paris, Gallmeister, coll. « Noire », 2017 (ISBN 978-2-35178-121-0)
10. The Spirit of Steamboat (2013) Publié en français sous le titre Steamboat, traduit par Sophie Aslanides, Paris, Gallmeister, coll. « Noire », 2015 (ISBN 978-2-404-00011-4)
11. Any Other Name (2014)Publié en français sous le titre Tout autre nom, traduit par Sophie Aslanides, Paris, Gallmeister, coll. « Americana », 2018 (ISBN 978-2-35178-122-7)
12. Dry Bones (2015)Publié en français sous le titre Dry Bones, traduit par Sophie Aslanides, Paris, Gallmeister, coll. « Americana », 2019 (ISBN 978-2-35178-123-4)
13. The Highwayman (2016)
14. An Obvious Fact (2016)Publié en français sous le titre Une évidence trompeuse, traduit par Sophie Aslanides, Paris, Gallmeister, coll. « Americana », 2020 (ISBN 978-2-35178-184-5)
15. The Western Star (2017)Publié en français sous le titre Western Star, traduit par Sophie Aslanides, Paris, Gallmeister, coll. « Americana », 2021 (ISBN 978-2-35178-185-2)
16. Depth of Winter (2018)Publié en français sous le titre Le Cœur de l'Hiver, traduit par Sophie Aslanides, Paris, Gallmeister, coll. « Fiction », 2022 (ISBN 978-2-404-01839-3)
17. Land of Wolves (2019)Publié en français sous le titre Le Pays des loups, traduit par Sophie Aslanides, Paris, Gallmeister, coll. « Fiction », 2023 (ISBN 978-2-35178-218-7)
18. Next to Last Stand (2020)Publié en français sous le titre Le Dernier Combat, traduit par Sophie Aslanides, Paris, Gallmeister, coll. « Fiction », 2024
19. Daughter of the Morning Star (2021)
20. Hell and Back (2022)
21. The Longmire Defense (2023)
22. Tooth and Claw (2024)

### Nouvelles isolées et recueils de nouvelles

#### SérieWalt Longmire
- Old Indian Trick (2006) Publié en français sous le titre Un vieux truc indien, traduit par Sophie Aslanides, Paris, Gallmeister, hors-commerce, 2010
- Slick Tongued Devil (2010) Publié en français sous le titre Le Diable à la langue fourchue, traduit par Sophie Aslanides, Paris, Gallmeister, hors-commerce, 2012
- Firebug (2010) Publié en français sous le titre Incendiaire, traduit par Sophie Aslanides, Paris, Gallmeister, hors-commerce, 2011
- Ministerial Aid (2012) Publié en français sous le titre Tombé du ciel, traduit par Sophie Aslanides, Paris, Gallmeister, hors-commerce, 2013
- Unbalanced (2012) Publié en français sous le titre Déréglée, traduit par Sophie Aslanides, Paris, Gallmeister, hors-commerce, 2014
- Messenger (2012) Publié en français sous le titre Messagère, traduit par Sophie Aslanides, Paris, Gallmeister, hors-commerce, 2015
- High Holidays (2012) Publié en français sous le titre Les Grandes Fêtes, traduit par Sophie Aslanides, Paris, Gallmeister, hors-commerce, 2017
- Divorce Horse (2012)
- Christmas in Absaroka County (2012)
- Wait for Signs (2014)

## Distinctions
- Pour le roman Little Bird (The Cold Dish) :
  - Finaliste du prix Dilys 2006[3]
  - Prix NouvelObs/BibliObs du Roman noir étranger, 2010[4]
  - Sélectionné pour le grand prix de littérature policière
  - Sélectionné par la rédaction de Lire parmi les dix meilleurs polars de l'année 2009.
- Pour le roman Le Camp des morts (Dead Without Company) :
  - Lauréat du Trophée 813 du Meilleur roman étranger 2010[5]
  - Sélectionné par la rédaction de Lire parmi les dix meilleurs polars de l'année 2010.
- Pour la nouvelle Un vieux truc indien  (Old Indian Trick publiée en 2006 dans le magazine Cowboys & Indians) :
  - Lauréat du Tony Hillerman Short Story Award[6]
- Pour le roman Enfants de poussières (Another Man's Moccasins) :
  - Western Writer's of America Spur Award for Best Novel of the West 2008[7]
  - Prix SNCF du polar 2015[8]
- Pour le roman Dark Horse (The Dark Horse) :
  - Finaliste du prix Dilys 2010[3]
- Pour le roman À vol d'oiseau (As the Crow Flies)
  - Prix Lefty du meilleur roman 2013[9]
- Pour le roman Depth of Winter
  - Finaliste du prix Barry 2019 du meilleur roman[10]

## Adaptation

### À la télévision
- 2012–2017: Longmire, série télévisée américaine, avec Robert Taylor dans le rôle de Walt Longmire et Lou Diamond Phillips dans le rôle de Henry Standing Bear